# Osvaldo Giuntini
Osvaldo Giuntini (* 24. Oktober 1936 in São Paulo) ist ein brasilianischer Geistlicher und emeritierter römisch-katholischer Bischof von Marília.

## Leben
Osvaldo Giuntini empfing am 8. Dezember 1963 die Priesterweihe.
Papst Johannes Paul II. ernannte ihn am 25. Juni 1982 zum Titularbischof von Tunnuna und zum Weihbischof in Marília. Die Bischofsweihe spendete ihm der Bischof von Jundiaí, Roberto Pinarello de Almeida, am 12. August desselben Jahres; Mitkonsekratoren waren Daniel Tomasella OFMCap, Bischof von Marília, und João Bergese, Bischof von Guarulhos.  
Am 30. April 1987 wurde er zum Koadjutorbischof von Marília ernannt. Mit dem Rücktritt Daniel Tomasellas OFMCap am 9. Dezember 1992 folgte er diesem im Amt des Bischofs von Marília nach.
Papst Franziskus nahm am 8. Mai 2013 sein aus Altersgründen vorgebrachtes Rücktrittsgesuch an.